# NGC 828
NGC 828 è una vasta galassia a spirale situata nella costellazione di Andromeda, a una distanza di circa 246 milioni di anni luce dalla nostra Via Lattea.

## Scoperta
La galassia è stata scoperta il 18 ottobre 1786 dall'astronomo britannico di origine tedesca William Herschel.

## Descrizione
NGC 828 presenta una larga riga a 21 cm dell'idrogeno neutro. È una galassia luminosa all'infrarosso (LIRG); il database SIMBAD la classifica come galassia LINER, cioè una galassia il cui nucleo presenta uno spettro di emissione caratterizzato da larghe righe di atomi debolmente ionizzati, e inoltre la considera una radiogalassia.